# Eastlake, Ohio
Eastlake är en stad (city) i Lake County i Ohio. Vid 2010 års folkräkning hade Eastlake 18 577 invånare.